# Gonbad-e Kábusz
A Gonbad-e Kávusz vagy Gonbad-e Kávusz-torony (perzsául: برج گنبد قابوس) egy mauzóleum Irán Gonbad-e Kávusz városában, és 2012 óta az UNESCO Világörökség része. Kábúsz Vusmgír zijárida uralkodó (978–1012) sírját jelöli, és még életében, 1006–1007 körül megépült. 53 méter körüli magasságú, henger alakú sírbolt-torony, amely mintegy 30 kilométerről is látható. Az azonos nevű város az emlékműről kapta a nevét.
Az iráni építészet remekművének tekintik, Oleg Grabar szerint „szinte tökéletes egyensúlyt teremt a cél (fejedelmi dicsőség a halálon túl), a forma (csillaggá alakított hengeres torony) és az egyetlen anyag (tégla) között”. A Gonbad-e Kávusz a legismertebb toronysír Észak-Iránban, és számos kutatás tárgya.

## Története
A Zijáridák dinasztiájához tartozó Kábusz a 11. század elején Gorgán és Tabarisztán egyes részei felett uralkodott. Udvarában olyan nagy tudósok éltek és alkottak, mint Al-Bírúni és Ibn Szína, de maga az uralkodó is ismert költő, filozófus és csillagász volt. Ortodox szunnitaként igen kemény kézzel kormányozta fejedelemségét, ezért hazatérése után ideiglenesen száműzték, sőt meg is gyilkolták. A 11. században ez a régió még a zoroasztrizmusról az iszlámra való áttérés alatt állt.
A tornyon található, rímes prózában írt feliratos sávok szerint Kábusz még életében, 1006-ban vagy 1007-ben rendelte el a torony megépítését: az emlékművön az alapítás dátumát két naptári stílusban adják meg. Sheila S. Blair (2002) szerint az épület bejárata tartalmazza a muqarnas szerkezet kialakulásának legkorábbi bizonyítékait. A Gonbad-e Kávusz-torony kialakítását tekintve hasonlít az iráni Kaszpi-tenger partvidékén található többi hengeres sírboltozathoz, azonban rendkívüli magassága miatt különbözik a többi példától.

## Jellemzői
A kis mesterséges dombon álló Gonbad (jelentése „kupola”, azaz átvitt értelemben „temetkezési torony”)  egy 52 méter magas, felfelé enyhén elvékonyodó hengeres torony, amelyet egy kúp alakú csúcs zár a tetején. Az építmény teljes egészében égetett téglából épült. Falai három méter vastagok az alapnál, és kívülről tíz szögletes támpillérrel vannak ellátva. A szinte modern esztétikát sugárzó emlékművet a tiszta forma hangsúlyozása és a díszítés nagy fokú visszafogottsága jellemzi. Csak a bejárat fölött (körülbelül nyolc méter magasságban) és közvetlenül a szürkészöld kupola alatt található két tízrészes sáv a következő kufikus írással készült felirattal:
بسمله – هذا القصر العالى – للامير شمس المعالى – الامير بن الامير – الامير قابوس بن وشمكير – امر ببنائه فى حياته – سنة سبع وتسعين – وثلثمائة قمرية – وسنة خمس وسبعين – وثلثمائة شمسية
(„Biszmilláh [Isten nevében], ez a magas vár Sáms al-Maali emír – emír fia emír – Kábusz ibn Vusmgir emíré. Még életében, a 397-es holdévben, a 375-ös napévben rendelte el az építését.”)
Mivel az említett hidzsri-évek megfelelnek a keresztény időszámításnak 1006. szeptember 27-től 1007. szeptember 16-ig és 1006. március 15-től 1007. március 14-ig, a sírt 1006. szeptember vége és 1007. március közepe között (azaz Kábusz második uralkodása alatt) kellett hogy felépítsék.
A torony keleti oldalán egyetlen csúcsíves nyíláson keresztül lehet bejutni az épület díszítetlen, teljesen üreges belsejébe, amelynek átmérője közel 10 méter. Az uralkodó mára eltűnt üvegkoporsóját állítólag egykor láncokkal rögzítették a kupola boltozatához, így az 45 méterrel a föld felett lebegett. A sátorszerű tető keleti oldalán van egy kis nyílás, amelyen keresztül a reggeli nap sugarai a koporsóra estek. Ez a zoroasztriánus elképzelések folytatására utal, hiszen az ősi iráni vallás temetkezési rítusaiban fontos volt, hogy a holttest ne érintkezzen a földdel, és a halál utáni negyedik napon a nap sugarainak legyen kitéve, amelyen a lélek ezután az ég felé utazhat.

## Jelentősége
A korai iszlám időkben a mauzóleumok építésének tilalmát először a 9. század elején törték meg. A fennmaradt iszlám mauzóleumok kezdeti időszakából a buharai Számánidák kupolás épülete áll, amelyet 943 előttre datálnak. A kerek kupolával ellátott, négyzet alakú építmény számtalan mauzóleum mintájává vált, különösen az arab országokban elterjedő kubbáké. A perzsa térségben a 11. században egy teljesen más típusú sírbolt-torony (gonbad) váltotta fel, és a Gonbad-e Kávusz vált ennek mintájává. Ez a régió nevezetessége, és Észak-Irán számos sírbolt-tornya közül a legmagasabb és a legjobb állapotban fennmaradt. A többi hasonló kialakítású sírbolt-toronyhoz hasonlóan ez is a nomád temetkezési sátor maradandó utódjának tekinthető. 2012-ben a műemlék felkerült az UNESCO világörökségi listájára.

## Galéria

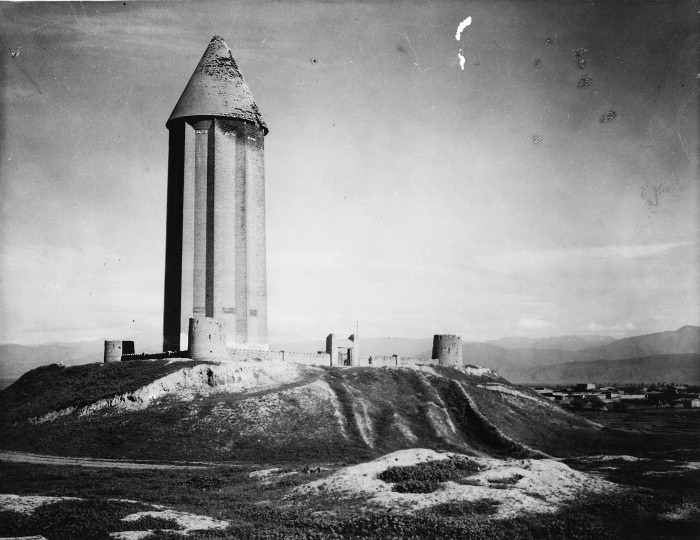
Archív felvételen a még ép erődítésekkel
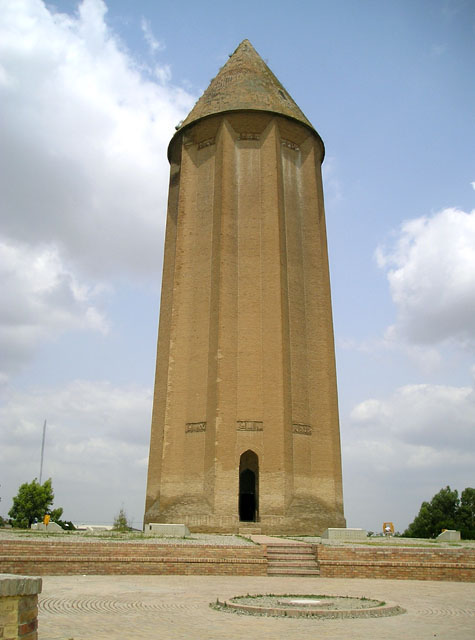
2014-ben
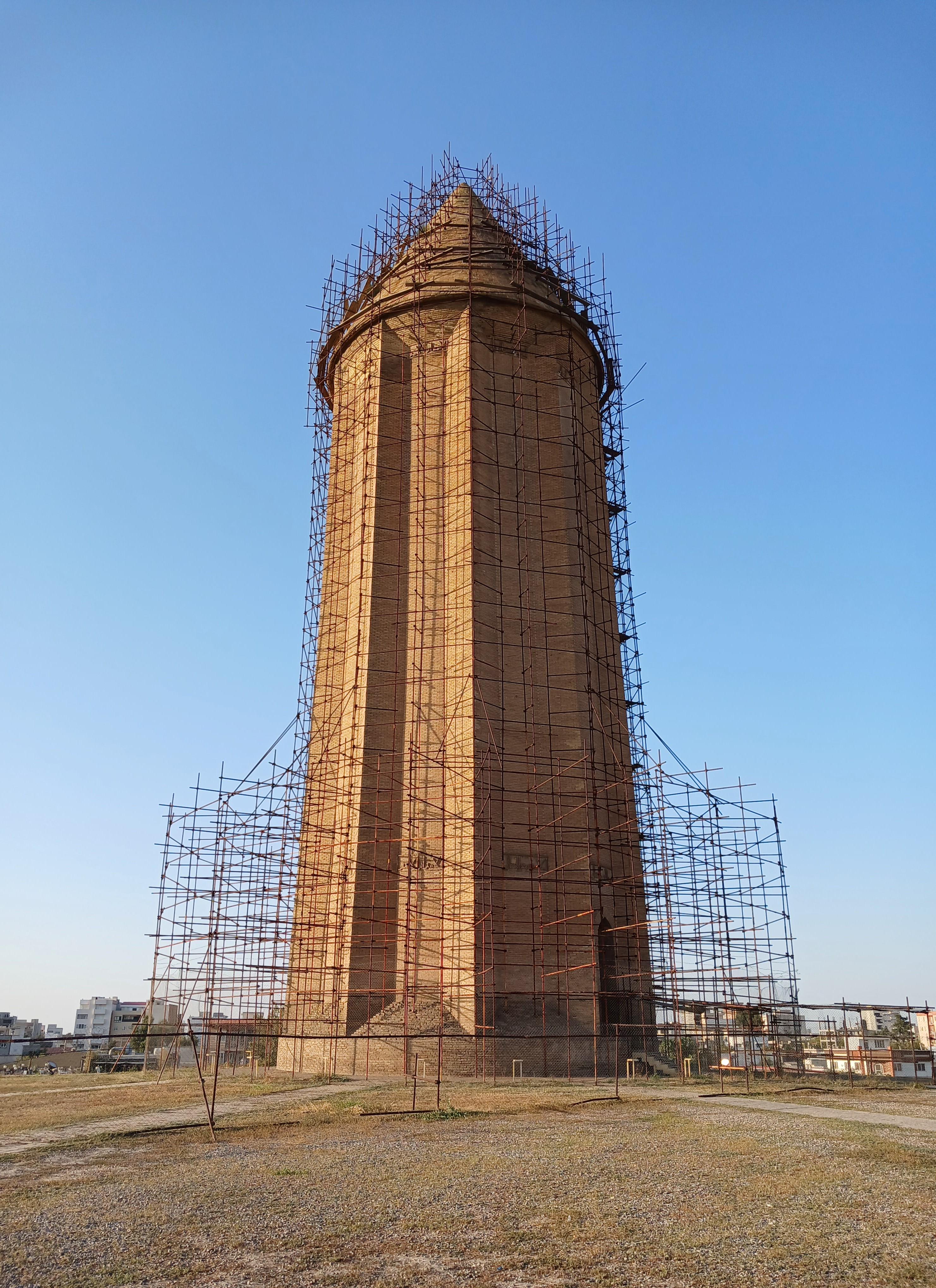
Felújítás közben
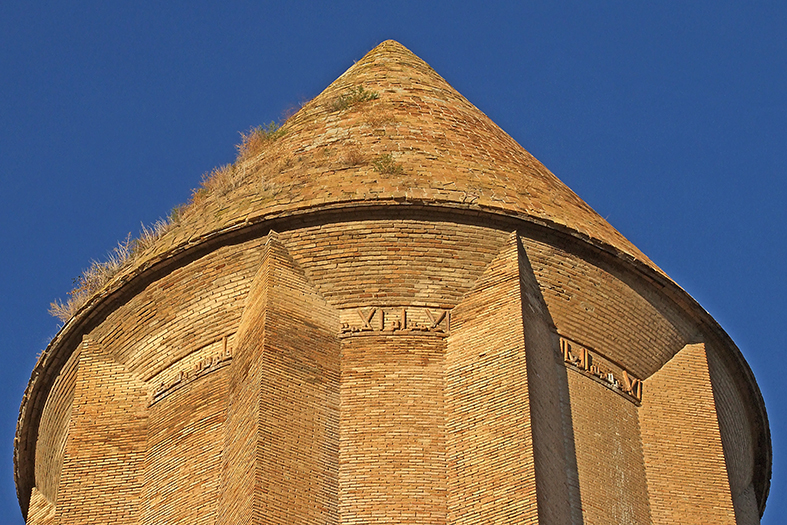
A falak és a tető közötti átmenet
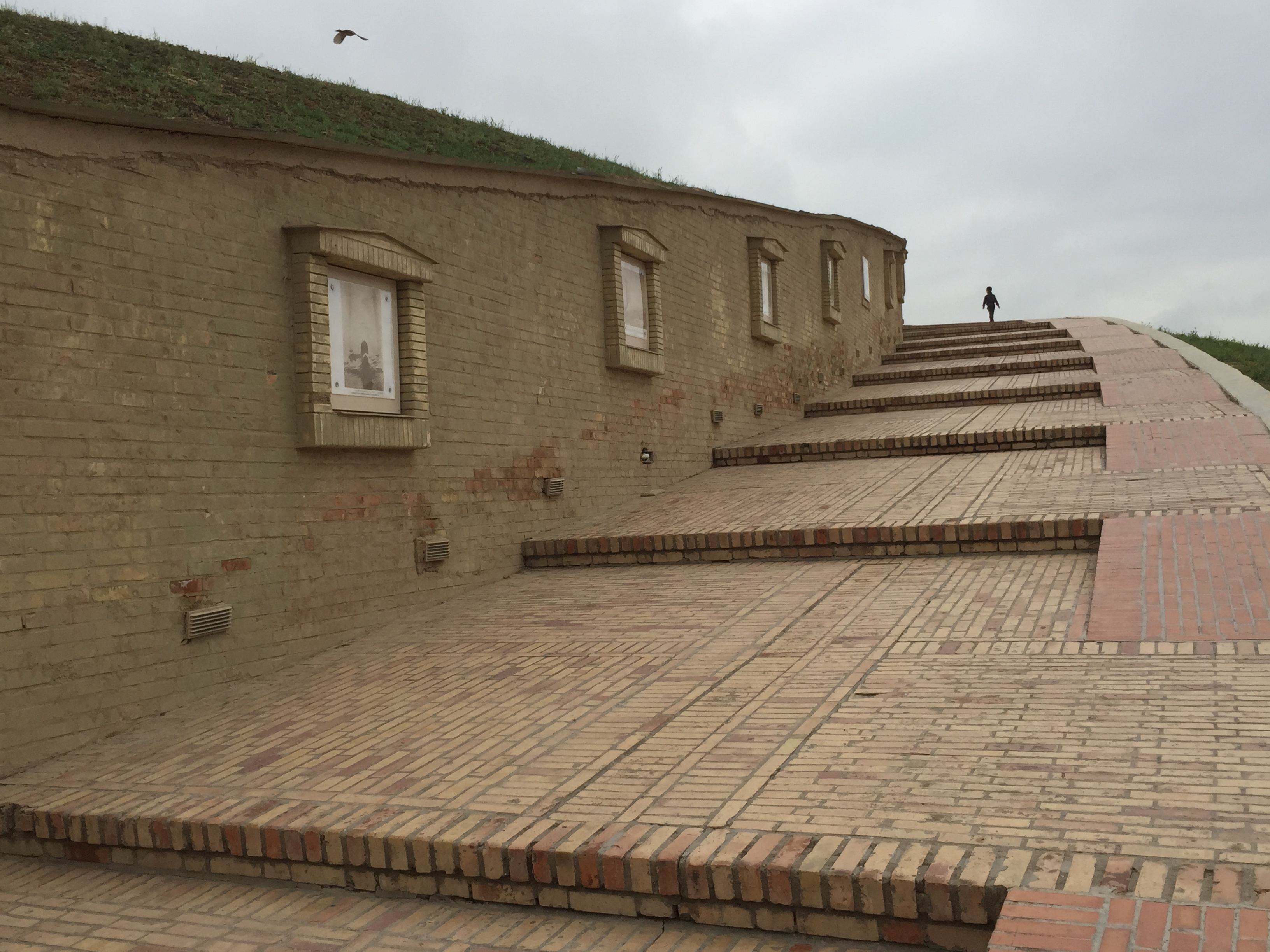
Az épülethez vezető lépcső
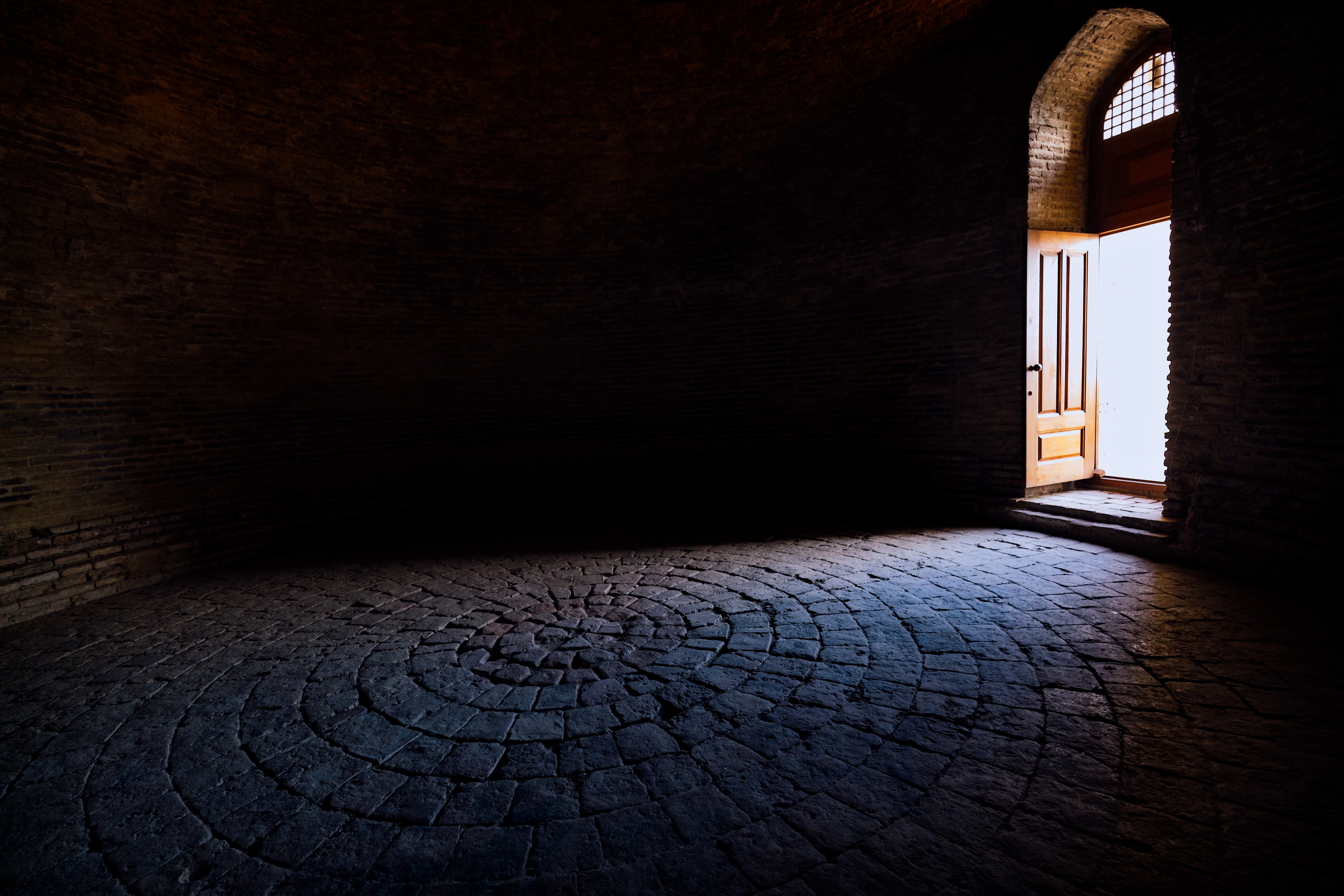
A torony belseje
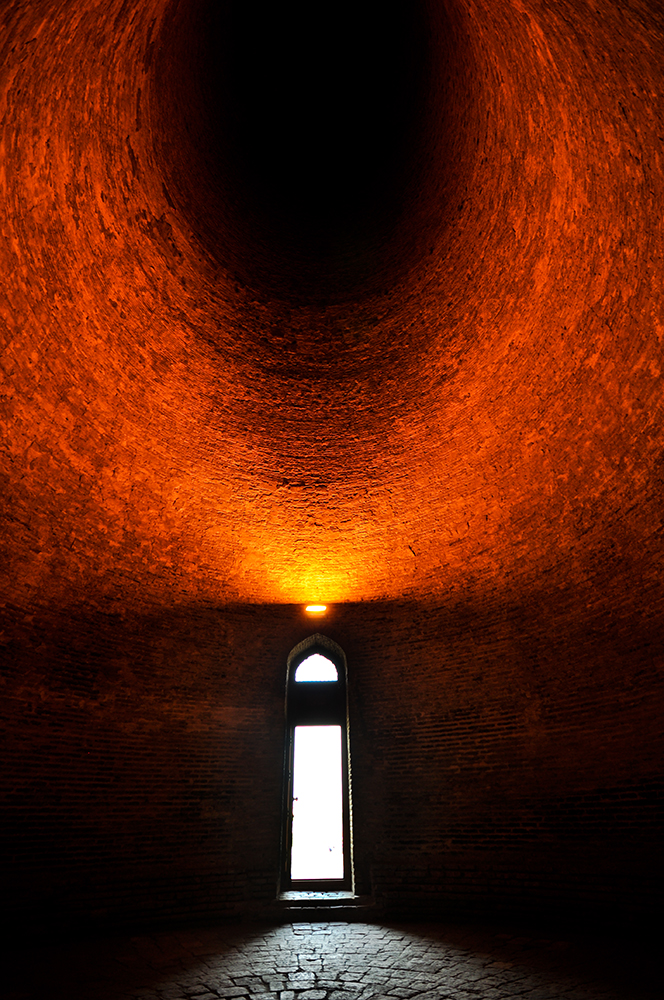
A belső díszkivilágítása
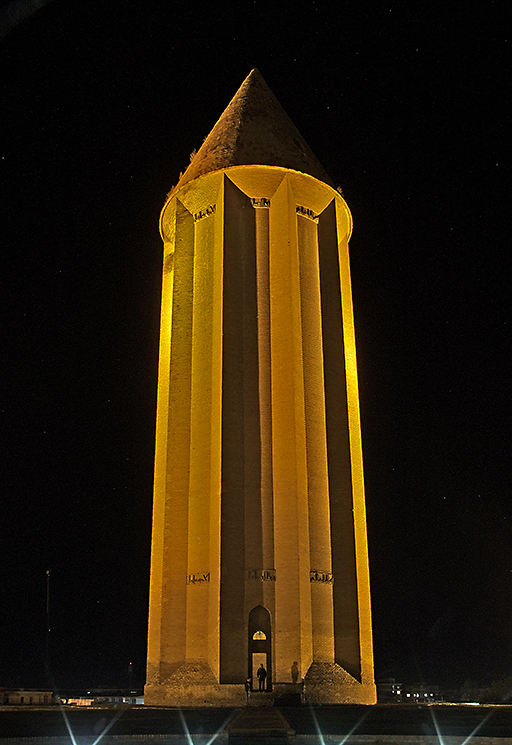
A torony külső díszkivilágítással

## Fordítás
- Ez a szócikk részben vagy egészben  a   Gonbad-e Qabus (tower) című angol Wikipédia-szócikk ezen változatának fordításán alapul.  Az eredeti cikk szerkesztőit annak laptörténete sorolja fel. Ez a jelzés csupán a megfogalmazás eredetét és a szerzői jogokat jelzi, nem szolgál a cikkben szereplő információk forrásmegjelöléseként.